# Welcome Oblivion
Welcome Oblivion - debiutancki album studyjny grupy muzycznej How to Destroy Angels, której frontmanem jest Trent Reznor - założyciel Nine Inch Nails. Jest to pierwszy album studyjny zespołu, który wcześniej wydał dwie EPki - How to Destroy Angels (2010) i An Omen (2012). Welcome Oblivion został wydany 5 marca 2013 roku przez Columbia Records.

## Historia
Album został zapowiedziany wraz z teledyskiem do utworu "The Loop Closes", który pojawia się na Welcome Oblivion i poprzednim wydawnictwie zespołu An Omen. Pierwszy singel albumu How Long?, wraz z teledyskiem wyreżyserowanym przez londyńską grupę Shynola, wydany został 31 stycznia 2013. Tego samego dnia oficjalnie podano listę utworów i okładki do wersji CD i winylowej. 19 lutego zespół udostępnił za darmo utwór "And the Sky Began to Scream" za pośrednictwem sieci Maebe. 20 lutego 2013, wersja CD albumu została w całości i za darmo do odsłuchu umieszczona na stronie Pitchfork Media. Brytyjski muzyk The Bug miał gościnnie pojawić się w jednym z utworów, jednakże według słów Mariqueen Maandig, nie doszło do porozumienia pomiędzy nim a członkami zespołu. The Bug napisał na swoim Twitterze, że mimo to wykorzysta swoją produkcję w przyszłości. Welcome Oblivion został wydany na płytach CD i winylowych, każda z inną okładką. Wydanie winylowe zawiera dwie dodatkowe piosenki oraz ma nieco inną kolejność utworów. Premiera wydania winylowego z przyczyn technicznych została przełożona na 17 marca.

## Koncerty
How to Destroy Angels zapowiedzieli trasę koncertową promującą album na terenie Stanów Zjednoczonych i Kanady, i będzie to jednocześnie pierwsza trasa koncertowa od czasu rozpoczęcia działalności grupy. Jeden z pierwszych występów na żywo odbył się na popularnym festiwalu Coachella, który został wydany na kilku internetowych bootlegach.

## Lista utworów

### Wydanie CD
1. The Wake-Up
2. Keep It Together
3. And the Sky Began to Scream
4. Welcome Oblivion
5. Ice Age
6. On the Wing
7. Too Late, All Gone
8. How Long?
9. Strings and Attractors
10. We Fade Away
11. Recursive Self-Improvement
12. The Loop Closes
13. Hallowed Ground

Utwory bonusowe na iTunes
1. The Space in Between
2. Parasite
3. Fur-Lined
4. BBB
5. The Believers
6. A Drowning

### Wydanie winylowe
1. The Wake-Up
2. Keep It Together
3. And the Sky Began to Scream
4. Ice Age
5. Welcome Oblivion
6. On the Wing
7. Too Late, All Gone
8. The Province of Fear
9. How Long?
10. Strings and Attractors
11. Recursive Self-Improvement
12. Unintended Consequences
13. We Fade Away
14. The Loop Closes
15. Hallowed Ground